# Farga Rossell
La Farga Rossell (literalmente, "Fragua Rossell") es un museo del Principado de Andorra dedicado a la etnología, concretamente al trabajo del hierro. Se encuentra en la avenida de Través de La Massana. Es un centro de proceso del hierro donde había estado la Farga Rossell, construida entre 1842 y 1846, siendo una de las pocas fraguas (taller de herrería) de Andorra.
En el centro se explica la transformación del hierro y la comercialización de este en el mercado catalán.